# Geografia Mozambiku

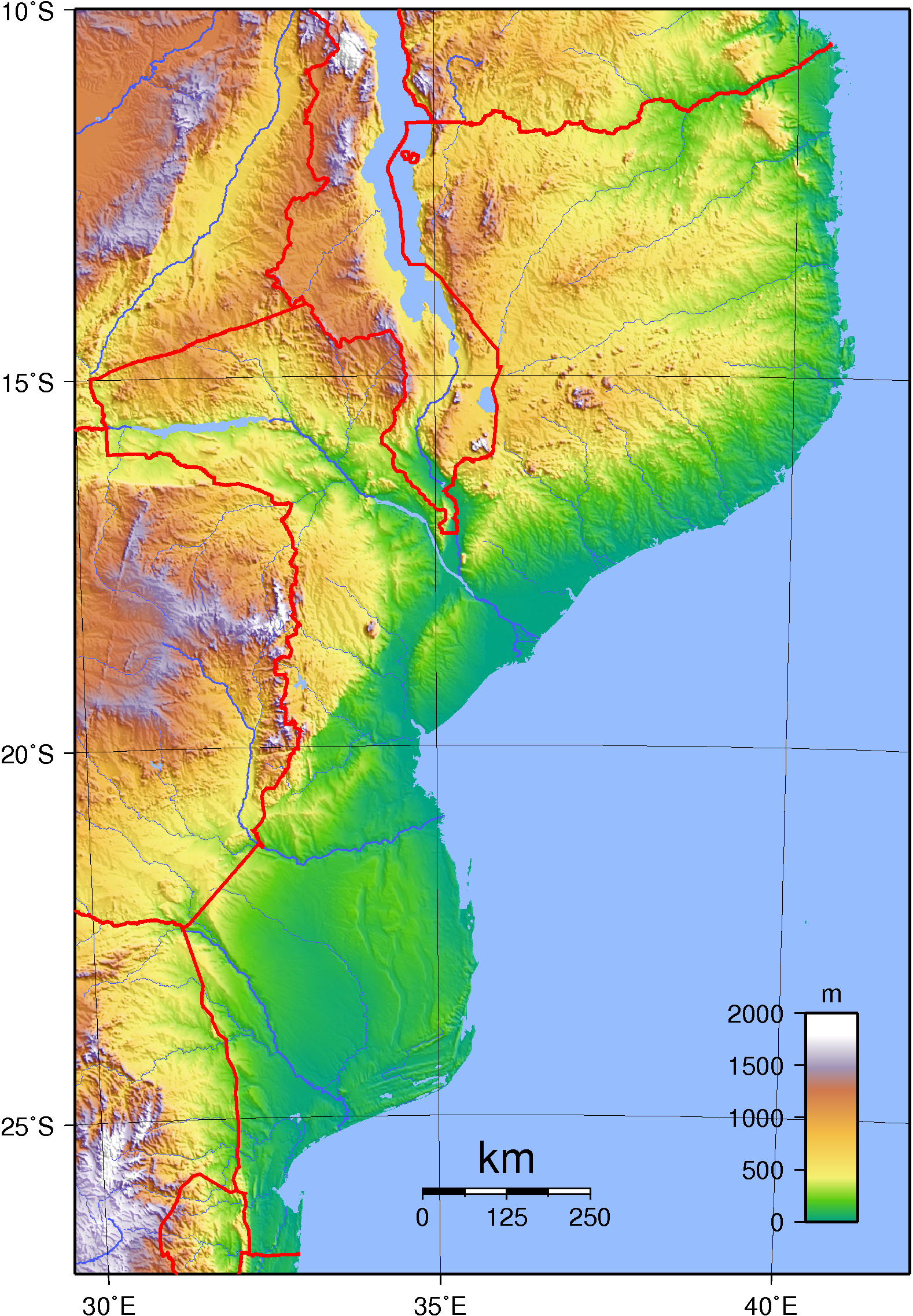
Mapa topograficzna Mozambiku

Mozambik to państwo położone w południowej Afryce, nad Kanałem Mozambickim, pomiędzy Republiką Południowej Afryki a Tanzanią. Jego terytorium ciągnie się długim na około 2500 km pasem wzdłuż wybrzeża Oceanem Indyjskim. Do roku 1975 Mozambik był we władaniu Portugalii.

## Powierzchnia i granice[1]
Powierzchnia: 786 380 km², razem z wodami lądowymi: 799 380 km².
Mozambik graniczy z:
- Malawi – 1498 km
- Południowa Afryka – 496 km
- Eswatini – 108 km
- Tanzania – 840 km
- Zambia – 439 km
- Zimbabwe – 1402 km

Łączna długość granic lądowych: 4783 km².

## Budowa geologiczna i rzeźba
Południową i wschodnią część kraju zajmuje aluwialna, silnie zabagniona Nizina Mozambicka o szerokości od ok. 400 km na południu do 80 km na północ od doliny Zambezi. Nizina ta zbudowana jest z osadów mezozoicznych i trzeciorzędowych.
W południowej części nizinnego obszaru wznosi się izolowany, wapienny płaskowyż Cheringoma (do 250 m) z licznymi jaskiniami. Od zachodu (pomiędzy rzekami Zambezi i Limpopo) nizinę odizolowuje krawędź krystalicznego płaskowyżu Matabele.
Na granicy jednostek występują liczne skały wulkaniczne. Występują tu samotne masywy górskie: Inyanga (2597 m n.p.m.), Binga – najwyższy szczyt Mozambiku (2439 m n.p.m.), Gorongosa (1873 m n.p.m.).
W północnej części kraju leży prekambryjska Wyżyna Mozambicka. Zbudowana ze skał krystalicznych i osadowych. Jest to wyżyna zrębowa. Najwyższym punktem wyżyny jest Namuli (2422 m n.p.m.). Średnia wysokość wyżyny waha się od 1000 do 2000 m n.p.m. Wyżyna Mozambicka ma charakter nachylonej w kierunku wschodnim, pociętej dolinami rzek równiny. Ponadto znajdują się tam uskoki tektoniczne.
Wybrzeże Mozambiku na północy jest skaliste, rozczłonkowane, z licznymi zatoczkami. Natomiast na południu – odwrotnie. Mozambik rozciąga się południkowo.

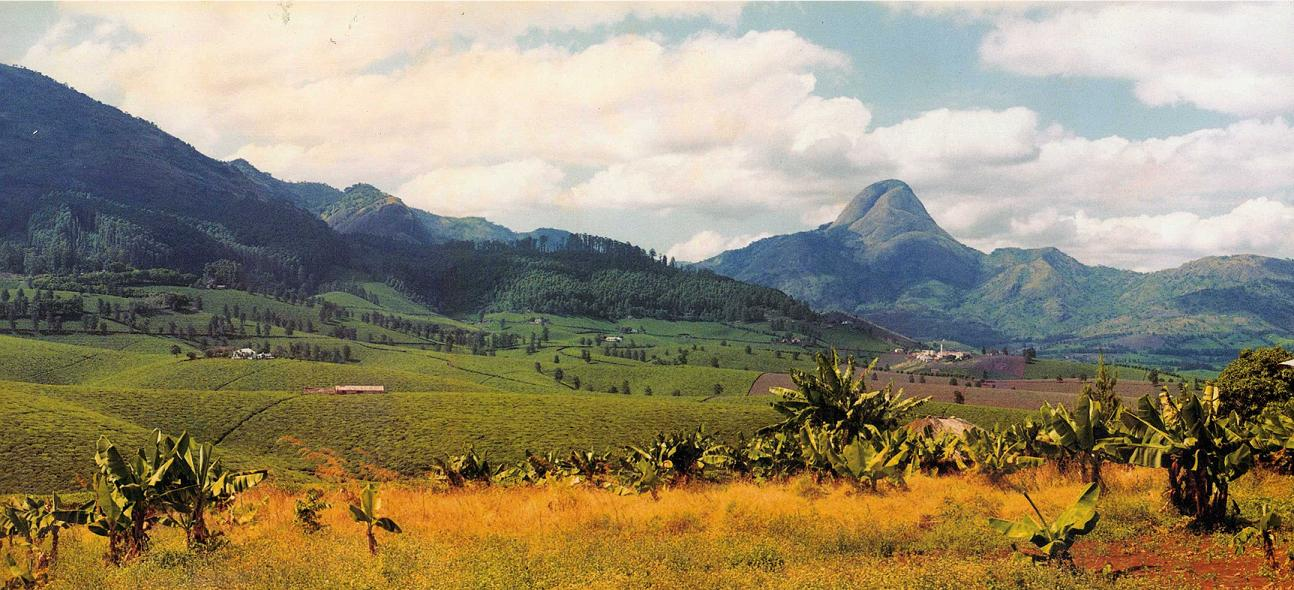
Wyżyna Mozambicka, w tle góra Murresse

## Klimat
Mozambik leży w strefie klimatu podrównikowego wilgotnego, natomiast w głębi Wyżyny Mozambickiej ma suchą odmianę. Na krańcach południowych klimat jest zwrotnikowy. Taki typ klimatu oznacza występowanie dwóch pór roku – suchej (kwiecień-wrzesień) oraz deszczowej (październik-marzec). Izotermy układają się równoleżnikowo. Im dalej na południe, tym średnie wartości temperatur obniżają się. Na wpływ temperatur ma także wysokość nad poziomem morza.
Najcieplej jest w porze deszczowej, temperatury wahają się od 26-29 °C. W czasie trwania pory suchej, kiedy słońce świeci nad półkulą północną jest chłodniej, zwłaszcza na południowych krańcach Mozambiku. Temperatury wahają się od 16-20 °C.
Opady są zróżnicowane i związane z rytmem wspomnianych pór roku. Na południu kraju deszczy jest mało, średnia to około 400 mm. Im dalej na północ, tym opady są większe. Na północy średnia opadowa w głębi lądu wynosi około 800 mm. Na wybrzeżu w północnej części kraju, to około 1000 mm rocznie. W rejonie jeziora Niasa jest najwilgotniej. Średnio spada tam rocznie 1500 mm deszczu.
W Mozambiku pogoda jest zmienna, zdarzają się zarówno lata suche, gdzie kraj nawiedza dotkliwa susza, jak i lata gdzie opady deszczu są duże. Wybrzeże nawiedzane jest przez cyklony tropikalne.

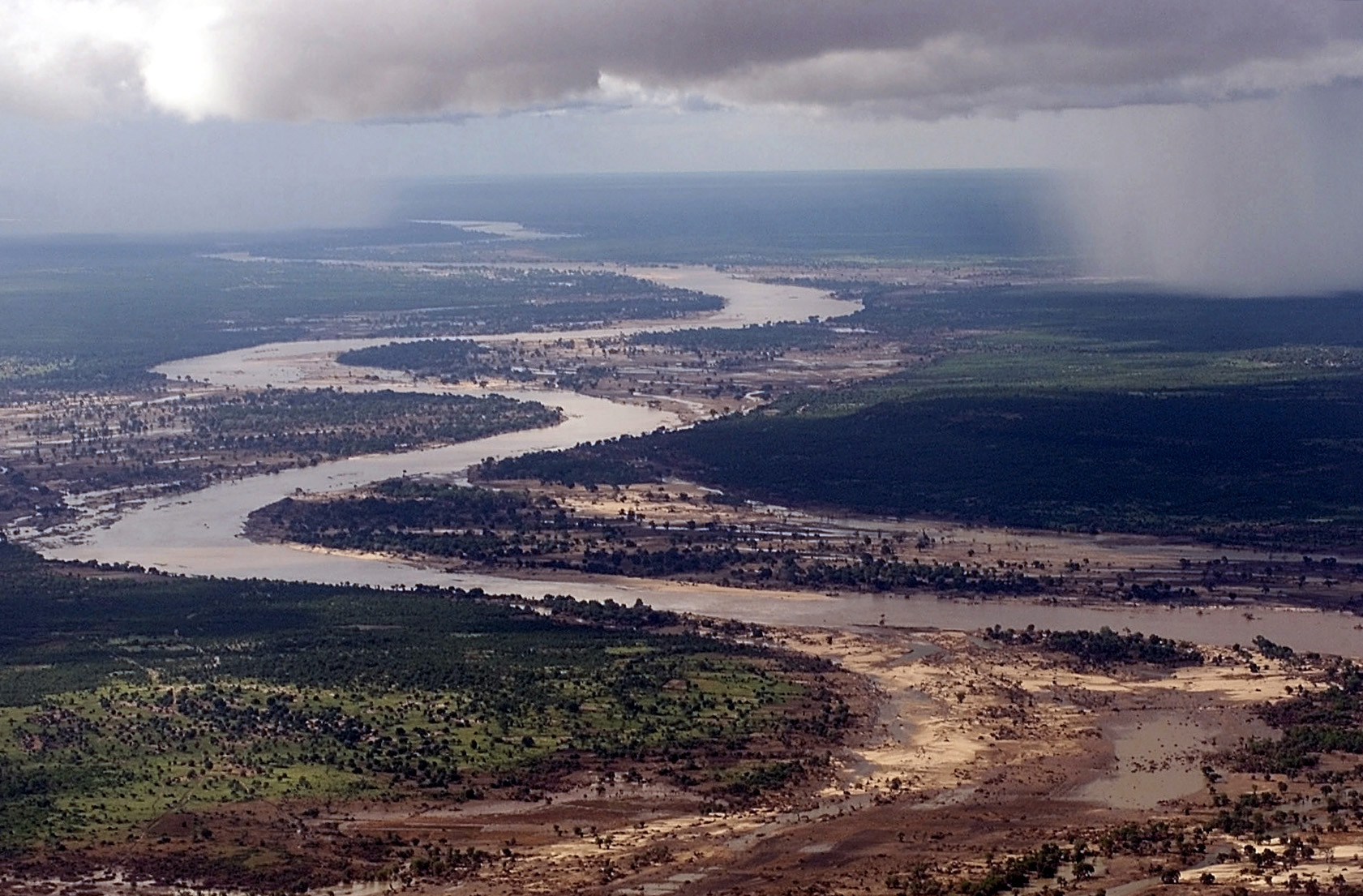
Rzeka Limpopo

## Wody
Sieć rzeczna w kraju niemal w całości należy do zlewiska Oceanu Indyjskiego. Mozambik posiada gęstą sieć kilkudziesięciu rzek spływających we wschodnim kierunku do oceanu. Największa z nich: Zambezi, na terenie Mozambiku ma 820 km długości. Drugą rzeką jest Ruvuma o długości 730 km. Lurio, wypływająca z okolic jeziora Chilwa ma 537 km. Limpopo, płynąca na południowych krańcach Mozambiku ma 522 km. Wszystkie rzeki, zwłaszcza te na południu kraju jak Limpopo, charakteryzują się zmniejszonym stanem swych wód w czasie pory suchej.

## Gleby
W kraju występuje kilka rodzajów gleb. Doliny rzeczne, zwłaszcza dolina Zambezi pokryte są żyznymi fluwisolami. Miejscami występują gleby brunatnoziemne. Na Nizinie Mozambickiej przeważają gleby ferralitowe. Są to zlaterytyzowane gleby piaskowe. Na wyżynach zaś można spotkać gleby płowe.

## Flora
W Mozambiku rosną lasy tropikalne, które zajmują 20% powierzchni kraju. W porze suchej lasy są bezlistne. Rosną głównie na północy, a także na zachodnich krańcach Mozambiku. Nad rzekami występują lasy galeriowe, a nad brzegami oceanu lasy namorzynowe. Resztę kraju zajmują wysoko trawiaste sawanny.

## Fauna
Świat zwierzęcy obfituje w wiele gatunków. Występuje tam 179 gatunków ssaków, i ponad 600 ptaków. Na sawannach żyją m.in.: słonie, bawoły, nosorożce i lwy. Nad rzekami tak jak w wielu afrykańskich krajach międzyzwrotnikowych spotkamy krokodyle oraz hipopotamy.
W Mozambiku istnieją trzy parki narodowe: Gorongosa, Zinave i Banhine. Podstawowym zagrożeniem dla przyrody jest wyrąb lasów.